# ادوارد کوپلند
ادوارد کوپلند (انگلیسی: Edward Copeland; ۱۹ مهٔ ۱۹۲۱ – ۱۲ ژوئیهٔ ۲۰۰۱) بازیکن فوتبال اهل بریتانیا بود.
از باشگاه‌هایی که در آن بازی کرده‌است می‌توان به باشگاه فوتبال هادرزفیلد تاون، باشگاه فوتبال هارتل پول یونایتد، و باشگاه فوتبال نیوکاسل یونایتد اشاره کرد.